# 胶枝藻属
胶枝藻属（学名：Dalmatella）为水胞藻科的一个属。本属的模式种为穿钙胶枝藻（Dalmatella buaensis）。

## 下级分类
本属包括以下物种：
- 穿钙胶枝藻 Dalmatella buaensis Ercegović, 1929